# 计量单位
單位（unit），在物理学及数学上，是由惯例或法律定义和采用的某一“基础物理量”或“基本计数基准”的确切量值或数值，作为公认的测量标准。單位的給定皆屬人為，常伴隨著某種表示法，例如公尺、秒、公斤等，以方便人們在溝通某一量時有共通的概念。
计量单位（unit of measurement，measurement unit）又称度量單位，为单位的具体统称，为人类计算一个数额的方法。例如，在數字中，单位一般为“1”；在计算长度的时候，单位可以是“纳米”、“毫米”、“厘米”、“分米”、“米”、“千米”、“光年”等；在计算时间的时候，单位可以是“微秒”、“秒”、“分钟”、“时”、“日”、“星期”、“月”、“年”、“世纪”等。

## 单位制
由选定的基本单位和它们的导出单位组成的一系列量度单位的总称。

## 基本单位
各种物理量都有它们的量度单位，并以选定的物质在规定条件下所显示的数量作为基本量度单位的标准，在不同时期和不同的学科中，基本量的选择何以不同。如物理学上以时间、长度、质量、温度、电流强度、发光强度、物质的量这7个物理单位为基本量，它们的单位依次为：秒、米、千克、开尔文（開氏）、安培、坎德拉、摩尔。

## 导出单位
由于基本量根据有关公式推导出来的其他量，叫做导出量。导出量的单位叫做导出单位。如速度的单位是由位移和时间单位组成的用表示。

## 組合單位
由其他量的單位組合而成的單位叫做組合單位。如壓力的單位帕斯卡（Pa）可以用力的單位牛頓（N）和面積的單位平方米組成，即：牛顿/平方米。

## 計量單位混淆引發的事故和灾难
- 火星气候轨道器坠毁事故：因喷气推进实验室与承包商洛马公司之间将英制单位，公制单位混淆，致使轨道器在入轨火星时进入了错误的轨道，最终在稠密的火星大气中解体。
- 加拿大航空143號班機事故：因機組人員加油時混淆英製與公制造成飛機飛行中燃料耗盡，最後滑翔降落在一個廢棄軍用機場
- 大韓航空6316號班機空難：機組人員誤將1500米理解為1500英尺而貿然操縱飛機下降以致飛機失速墜毀

## 备注
1. ↑  計量或度量，此處作動詞，讀音從動詞讀法。计量的量读「拼音：，注音：，粤拼：」，是“計算度量”；但，计量的量若读「拼音：，注音：，粤拼：」，是“計算數量”，见：量 、量。漢語沒有動名詞，動詞與名詞不分立，是謂“名动包含”理论。